# مايك غريفين (لاعب كرة قاعدة)
مايك غريفين (بالإنجليزية: Mike Griffin)‏ هو لاعب كرة قاعدة أمريكي، ولد في 26 يونيو 1957 في كولوسا في الولايات المتحدة.

## وصلات خارجية
- مايك غريفين (لاعب كرة قاعدة) على موقعبيزبول رفرنس.كوم (الدوري الرئيسي) (الإنجليزية)
- مايك غريفين (لاعب كرة قاعدة) على موقعبيزبول رفرنس.كوم (الدوري الثانوي) (الإنجليزية)
- مايك غريفين (لاعب كرة قاعدة) على موقع مشجعي الرسوم البيانية (الإنجليزية)